# تئودوسیوس دوبژانسکی
تئودوسیوس گرگوریویچ دوبژانسکی (اوکراینی: Теодо́сій Григо́рович Добжа́нський؛ ۲۵ ژانویهٔ ۱۹۰۰ – ۱۸ دسامبر ۱۹۷۵) دانشمند اوکراینی‌الاصل در زمینه ژنتیک و زیست‌شناسی فرگشتی که در سال ۱۹۲۷ با دریافت بورسیه تحصیلی راکفلر در سن ۲۷ سالگی به آمریکا مهاجرت کرد و تا پایان عمر در آمریکا باقی ماند. پس از مهاجرت به آمریکا، همکاری پژوهشی با چهره‌های برجسته ای نظیر توماس هانت مورگان و سی وال والاس منجر به ارایهٔ نظریه قرنطینه آمیزشی توسط وی شد.
وی همچنین برندهٔ جوایزی همچون مدال فرانکلین و نشان ملی علوم شده‌است.